# 莊本立
莊本立（1924年11月6日—2001年7月5日），江蘇省武進縣人，音樂學家，對傳統樂器與國樂器研發製造、樂律研究及祭孔音樂具有貢獻。曾任職於台灣電力公司， 對中國傳統音樂素有研究。

## 生平
莊本立1924年11月6日生於江蘇省武進縣，由於環境的影響，從小就喜愛音樂、書法與繪畫。1941年進入上海大同大學就讀，雖主修電機工程，但仍與衛仲樂學習琵琶、二胡、小提琴和古琴等樂器，奠定樂器演奏的基礎，並加入「仲樂音樂館」。1947年大學畢業後，加入臺灣電力公司電氣試驗所，並於同年9月份赴臺工作。1952年，莊本立與友人共同發起組織中華國樂會。由於擁有理工知識，莊本立對於樂器之改良具有相當的熱忱，曾創製三弦提琴、小四筒琴、大四筒琴、莊氏變化半音笛、莊氏變化高音笛、莊氏八孔及十六孔半音塤、段氏燈仗鼓、竹筒琴、禽骨笛等樂器， 同時也改良塤、排蕭、篪、編磬等樂器，成為祭孔樂舞專家和樂器製作專家。此外，莊本立蒐集中國與西洋音律書籍，蒐集古代錢幣，以古錢大小推斷古代定音器具尺寸，校正出明宗室朱載堉十二律「黃鐘」律管計算的錯誤。至1960年代，莊本立於中國樂器領域中的學術地位已奠立，多次出國發表論文及表演。1963年受聘為中國文化學院研究所特約教授，並於國立臺灣藝術專科學校與實踐家政專科學校兼課，身兼工程師與音樂教授兩種身分。1968年9月，應邀擔任祭孔禮樂改進委員會之委員兼樂舞小組召集人，並於往後三年逐步改進制訂祭孔禮樂，從事編定樂譜、制訂服裝、複製樂器、編排舞蹈等工作，擅長祭孔樂舞和樂器製作，多次應邀到美國和日本指導祭孔活動。他因為研究祀孔釋奠大典的樂舞，獲教育部1968年推行社會教育有功的表揚。1969年，莊本立擔任中國文化學院第一任國樂組主任。1973年5月，莊本立從臺灣電力公司退休，持續原有的音樂教學活動，並較以往更積極地參與行政事務。1976年出任華岡藝術學校首任校長；1978年首開先例錄取盲生就讀音樂系國樂組，培養出許多盲人音樂家。專任教職的莊本立積極參與學術會議與論文發表，參與亞太音樂會議、亞洲作曲家聯盟大會等，針對中國樂器等主題發表文章。1980年，率領國際友好訪問團出發赴美國巡迴十八周，辦理三十二場演出。並從1986年開始舉辦「研古與創新音樂會」，原為文化學院國樂科系的定期音樂會，莊本立將研古與創新的概念融入其中，至2000年共舉辦十五屆，節目從傳統、改編國樂開始，漸漸納入西洋音樂、協奏曲等，由此可見其研究古代音樂史的成果。1966年，莊本立至菲律賓馬尼拉參加國際音樂會議，被菲律賓人具有民族特色的現代服裝所啟發，自行設計符合現代中國人且具有民族文化傳統的服裝，莊本立從1971年開始，經常穿著這套「華夏服」（又稱本立裝）。 莊本立三十多年的教學生涯，對於臺灣研究樂律，研製樂器、祭孔音樂、編訂古譜、開辦國樂專業教育具貢獻。2001年7月5日，莊本立因腦蜘蛛膜出血，病逝於內湖三軍總醫院，享年77歲。

## 工作經歷
曾任中華國樂會常務理事、中央研究院民族學術研究所研究員、祭孔禮樂改進委員會委員兼召集人、教育部文化局中華樂府研究組組長、中華民國音樂學會常務理事、中華民國音樂學會副會長、中華民國民族音樂學會理事、監事、國樂學會名譽理事長。曾任教於台灣藝術專科學校音樂科、文化學院藝術研究所、文化學院舞蹈音樂專修國樂組主任、實踐家專藝術科、文化學院音樂國樂組主任、文化學院副院長、華岡藝術學校校長。

## 作品

### 創制之樂器
- 三弦提琴：具有中音大提琴與低音提琴兩種音域[5]。
- 四筒琴：集合小提琴與二胡的長處所發明[5]。
- 莊氏變化半音笛
- 莊氏變化高音笛
- 莊氏八孔及十六孔半音塤
- 段氏燈仗鼓
- 竹筒琴
- 禽骨笛[4]

### 中文論著
- 《中國古代之排簫》
- 《周磬之研究》
- 《中國的音樂》[4]

### 代表創作樂曲
莊本立作有以下樂曲：
- 國樂四重奏《懷鄉曲》
- 合奏曲《高山組曲》
- 合奏曲《新疆舞曲》
- 塤獨奏曲《深山之夜》
- 《祭祖獻禮樂音》